# Château de Bucey-en-Othe
Le château de Bucey-en-Othe est un château situé à Bucey-en-Othe, en France.

## Description
Le château  a été construit au 4e quart du XVIe siècle. De forme carrée, il est en partie entouré d'eau. Des travaux aux XVIIIe et XIXe siècles ont abimé la façade sur cour. Cette cour est entourée de plusieurs bâtiments dont un pigeonnier. Les façades et les toitures des bâtiments (logis et bâtiments de communs entourant la cour), ainsi que le fossé avec son arrivée d'eau sont inscrits depuis le 12 janvier 2005.

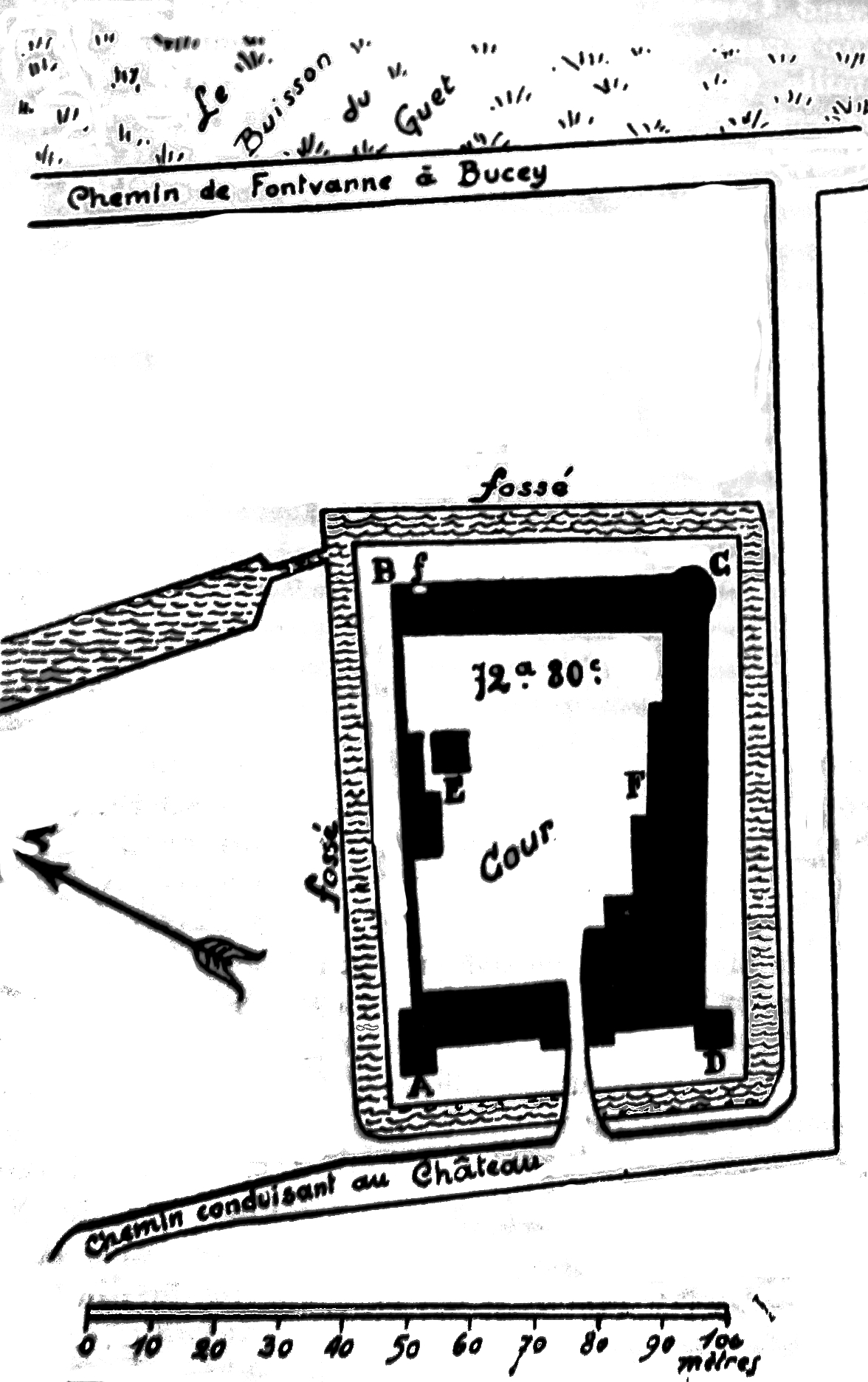
Plan par Charles Fichot,

## Localisation
Le château est situé sur la commune de Bucey-en-Othe, dans le département français de l'Aube.

## Historique
L'édifice est inscrit au titre des monuments historiques en 2005.